# Blackjack Academy
Blackjack Academy è un videogioco di simulazione del gioco di carte del blackjack, pubblicato nel 1987 per Amiga, Apple IIGS, Commodore 64 e MS-DOS dalla californiana MicroIllusions.
Fa parte della collana Micro-Vice Series insieme a Craps Academy, dedicato al gioco di dadi craps.

## Modalità di gioco
Il gioco è orientato a una simulazione fedele del blackjack giocato al casinò e all'insegnamento delle tecniche di gioco (il titolo significa appunto "accademia di blackjack"). Fino a 5 giocatori umani possono sedersi al tavolo (nella versione Commodore 64 solo 3 alla volta sono visibili), mentre il banco è sempre controllato dal computer. Diverse varianti ufficiali del gioco possono essere impostate, scegliendo tra alcuni insiemi di regole predefiniti utilizzati nei casinò reali (Las Vegas, Reno, Atlantic City...) oppure l'impostazione libera. Direttamente nei menù del gioco sono disponibili molte spiegazioni sul blackjack, anche sulle strategie di gioco. È possibile mostrare un conteggio delle carte e suggerire la mossa migliore; è allegato un foglietto con le tabelle della strategia base.